# Claude Sionnest
 (avril 2020).
Si vous disposez d'ouvrages ou d'articles de référence ou si vous connaissez des sites web de qualité traitant du thème abordé ici, merci de compléter l'article en donnant les références utiles à sa vérifiabilité et en les liant à la section « Notes et références ».
Claude Sionnest, Claude Syonnest ou Claude Sionest, né en 1749 à Lyon où il est mort le 31 janvier 1820, est un naturaliste et malacologiste français.

## Biographie
Issu d'une famille qui exerçait depuis 2 siècles le commerce de l'épicerie pharmaceutique (parents:  Claude Sionnest, marchand épicier droguiste et Ennemonde Poulet) , il se dirige très tôt vers les sciences naturelles. Après avoir servi 4 années dans l'infanterie, il fut nommé commandant de bataillon pendant la Terreur. Après le 9 thermidor an II (27 juillet 1794), il fut nommé à la Ville de Lyon et fut chargé de la police, avant de rendre ses fonctions pour s'adonner pleinement à ses passions.
En l'an VI (1798), il est nommé physicien entomologiste au sein de la Société de santé.
En l'an VIII (1800), il intègre la Société d'agriculture de Lyon et occupe les fonctions de trésorier qu'il remplira durant dix années.
Il s'intéressa à l'entomologie et publia plusieurs mémoires sur les insectes nuisibles à l'agriculture. Également botaniste, il étudia tout particulièrement la cryptogamie dont il laissa de nombreuses notes manuscrites inédites concernant les systèmes classificatoires de Dillen, Johannes Hedwig (1730-1799) ou encore Beauvoir. Il possédait aussi une vaste collection minéralogique classée d'après le système d'Haüy et tenta une description minéralogique du département du Rhône.
Mais c'est surtout la malacologie qui retiendra toute son attention. Les nombreux manuscrits qu'il a laissés montrent qu'il avait pour principale préoccupation d'établir des correspondances systématiques des diverses espèces actuelles et fossiles, terrestres, dulcicoles et marines, décrites et figurées dans les ouvrages de Geoffroy, Jean-Louis Marie Poiret (1755-1834), Jean-Baptiste de Lamarck (1744-1829), Georges Cuvier (1769-1832), Jacques Draparnaud (1772-1804)… et d'autres moins renommés.
Il créa son problème système classificatoire pour ranger les mollusques de sa collection, système très particulier qu'il opposa à celui de son ami, Jacques Draparnaud. Sa collection comprenait 62 espèces ne figurant pas dans l'Histoire naturelle des Mollusques terrestres et fluviatiles de la France de Draparnaud et fut consultée par Gaspard Michaud (1795-1880) lorsqu'il rédigea le supplément à cet ouvrage.